# Charb
Stéphane Charbonnier, Charb néven ismert francia szatirikus karikaturista és újságíró, 1967. augusztus 21-én született Conflans-Sainte-Honorine-ban (Yvelines), és a Charlie Hebdo szerkesztősége elleni támadás során gyilkolták meg 2015. január 7-én Párizsban.

## Pályafutása
1992-ben csatlakozott a Charlie Hebdo szatirikus hetilaphoz. Rajzai különböző újságokban jelennek meg, és számos művét publikál. Charb 2009-ben lett a Charlie Hebdo kiadói igazgatója.